# Gemini 4
Gemini 4 (officiellement Gemini IV) est la deuxième mission habitée du programme Gemini destiné à mettre au point les techniques nécessaires pour la réalisation du programme Apollo. Au cours de la mission l'astronaute Edward White a effectué la première  sortie dans l'espace américaine (de 22 minutes).

## Équipage
L'équipage était composé de deux astronautes dont c'était le premier vol
- James McDivitt commandant de la mission
- Edward White pilote

Un équipage de réserve avait été désigné :
- Frank Borman commandant de bord
- James A. Lovell  pilote

## Objectifs
La mission avait trois objectifs liés à la mise au point des techniques qui devaient être utilisées par le programme Apollo en cours de développement à l'époque :
- Réaliser un vol de longue durée, le premier excédant une journée pour la NASA.
- Réussir un rendez-vous avec le second étage de la fusée Titan II qui venait de mettre le vaisseau Gemini en orbite.
- Réaliser la première sortie extravéhiculaire américaine.

## Déroulement du vol
La mission Gemini 4 est la première de l'ère spatiale à avoir une audience internationale grâce à la retransmission du décollage en direct dans douze pays d'Europe par le satellite de télécommunications Early Bird placé en orbite géostationnaire au-dessus de l'Atlantique. Au sol, la mission est suivie pour la première fois depuis le nouveau centre de contrôle de la NASA situé près de Houston au Texas.

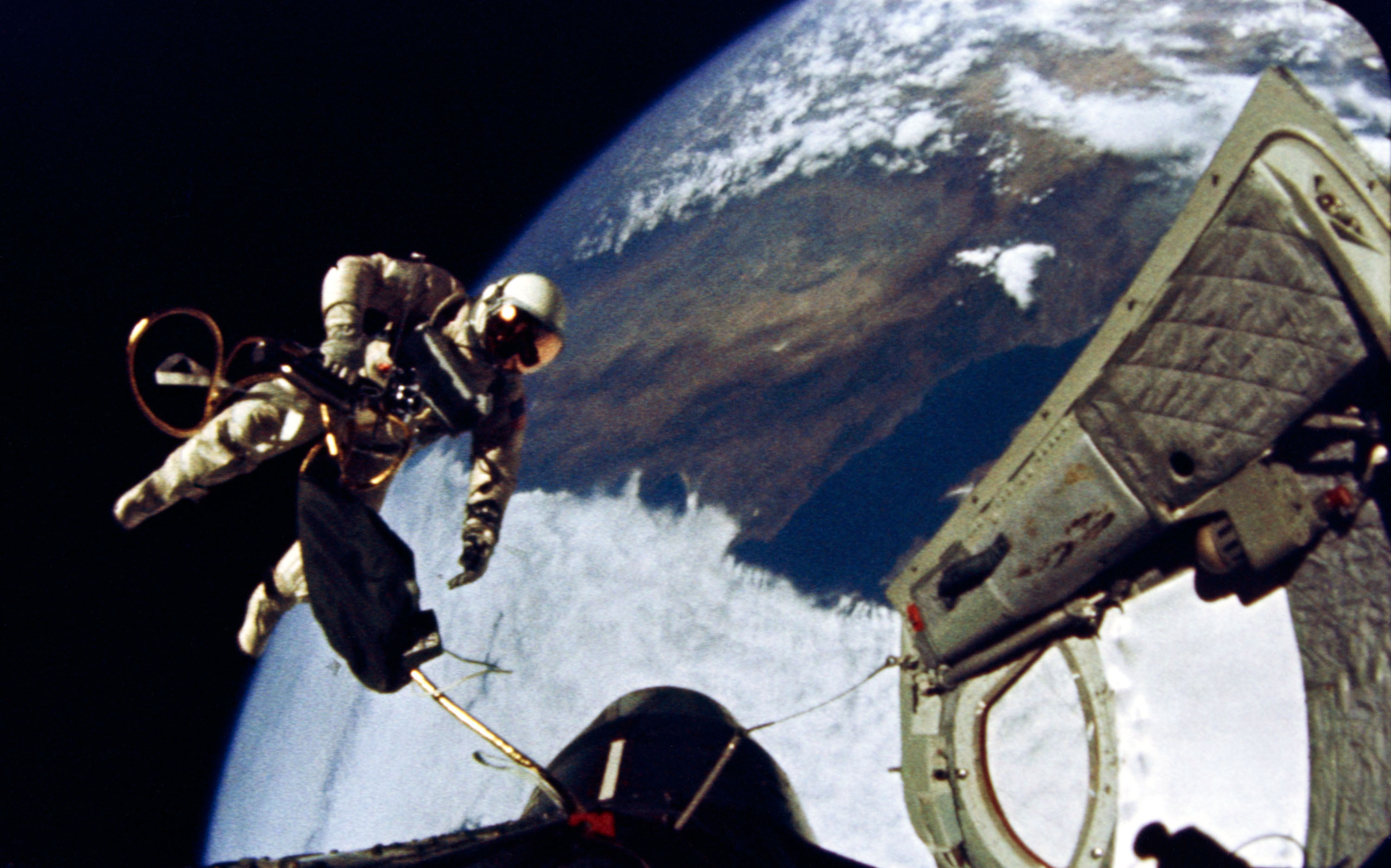
Edward White lors de sa sortie.

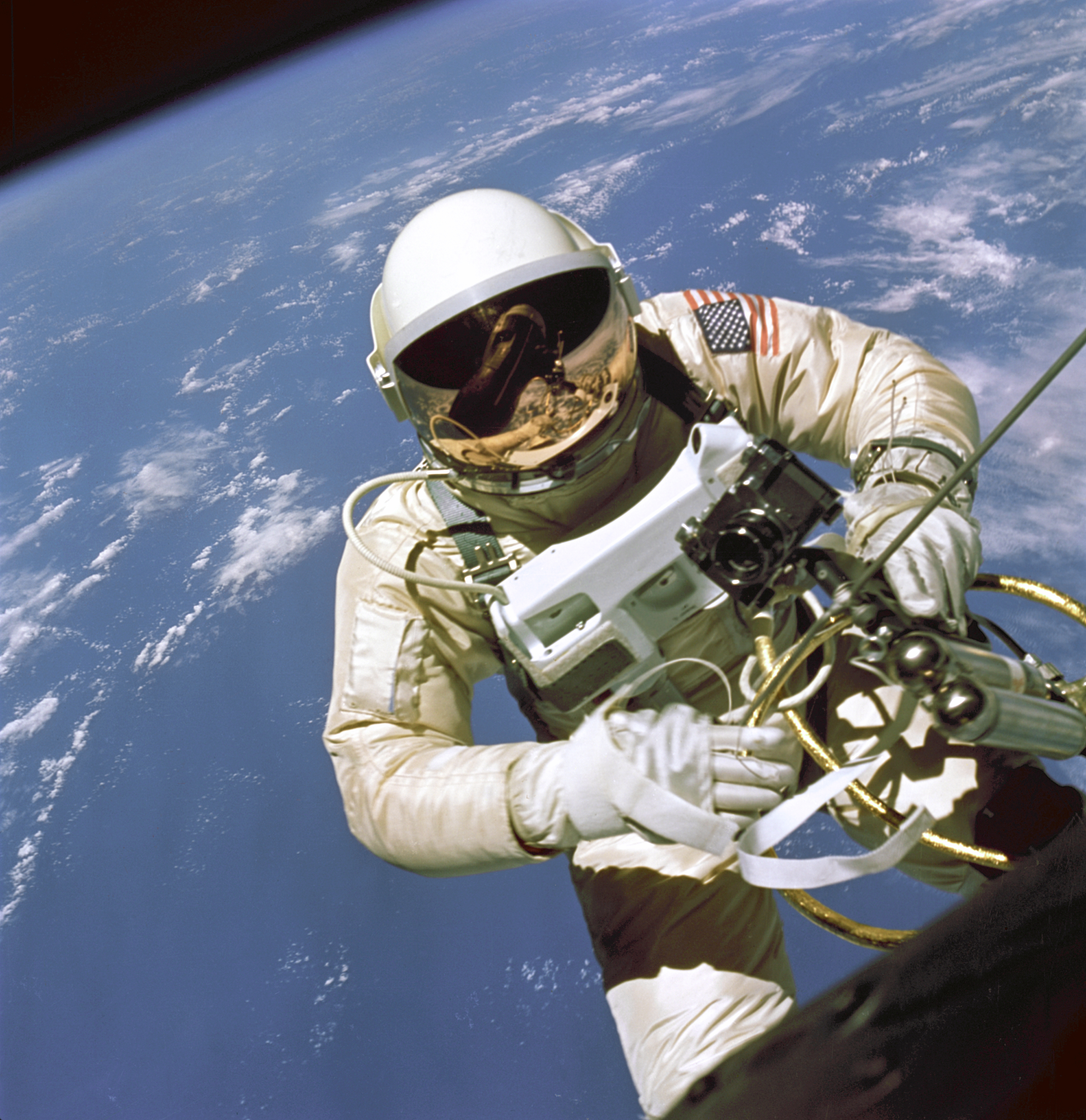
L'astronaute se déplace à l'aide d'un pistolet à jet de gaz.

Le premier objectif des astronautes est de se rapprocher du deuxième étage de la fusée, ceci afin de préparer les techniques de rendez-vous spatial qui devront être mises en œuvre lors des futurs vols lunaires. Mais, même en dépensant une quantité importante de propergols, McDivitt ne parvient pas à maintenir la distance avec l'étage. De surcroît, ce dernier est animé d'un mouvement de rotation rapide et les responsables du vol estiment qu'il ne serait pas raisonnable de laisser White s'en approcher. 
Ce rendez-vous annulé, les espoirs se concentrent alors sur la sortie extravéhiculaire de White. Celui-ci paraissant fatigué, McDivitt décide que cette sortie ne s'effectuera qu'après la troisième orbite. Au-dessus d’Hawaï, White tire sur la poignée de l'écoutille mais les loquets de verrouillage ne fonctionnent pas. McDivitt devine la cause du problème : lors d'un test de chambre à vide au sol, l'écoutille avait refusé de se fermer car un ressort qui forçait le loquet à se fermer ne s'était pas comprimé et McDivitt avait pu voir alors comment le mécanisme fonctionnait. Lors du vol, il aide White à ouvrir l'écoutille et autorise la sortie, estimant qu'il ne sera pas problématique de la refermer ensuite.
Après dépressurisation de la cabine, White sort dans le vide à 19 heures 45 minutes 45 secondes (GMT), relié par un cordon ombilical de 7,50 mètres et se déplaçant grâce au HHSMU (Hand Held Self Maneuvring Unit), un pistolet à jet de gaz (de l'oxygène comprimé). McDivitt prend une dizaine de photographies, qui deviendront ensuite célèbres dans l'histoire de la conquête de l'espace tandis qu'une caméra filme l'événement. La sortie dure une vingtaine de minutes au lieu des douze prévues, soit deux fois plus longtemps que celle de Leonov, trois mois plus tôt, et ce n'est qu'à contrecœur que White regagne la cabine, sur les injonctions répétées du Capcom, Virgil Grissom.
Le vol se poursuit ensuite sans encombre, diverses expérimentations étant menées telles que des mesures de radiations ou de détermination de la position par rapport à des étoiles. Mais la consommation importante de carburant lors de la tentative de rendez-vous induit la suppression d'expériences qui nécessitent l'orientation de la cabine.
La suite du vol permet d'expérimenter sur plusieurs jours des cycles réguliers de travail, de sommeil et de repas en apesanteur et dans un habitacle exigü. Les médecins au sol insistent pour que les astronautes s'hydratent plus que leur prédécesseur Gordon Cooper du programme Mercury, afin d'accroître leur résistance physique. En fin de vol, Christopher Kraft, directeur des vols Gemini, écarte l'éventualité d'une prolongation de 24 heures qui aurait permis de battre de record de durée de séjour dans l'espace détenu par les Soviétiques. Après que le vaisseau a bouclé 62 orbites en quatre jours, McDivitt amorce le retour sur Terre. Mais à la suite de l'allumage trop rapide de l'une des trois rétrofusées de freinage, le vaisseau se pose à 70 km du point prévu. L'équipage est toutefois récupéré sans difficultés par les hélicoptères du porte-avions USS Wasp. Les astronautes se déclarent fatigués, White est pris de vomissements trois heures après son arrivée sur le porte-avions, malaise qui est attribué au mal de mer. Le saignement du nez de McDivitt est probablement causé par l'irritation provoquée par l'inhalation prolongée d'oxygène pur durant le vol. Mis à part ces désagrements, les examens médicaux réalisés à bord du porte-avions constatent la bonne forme physique des deux astronautes.
Depuis 2010, la cabine, récupérée presque intacte, est exposée au Musée national de l'Air et de l'Espace (Smithsonian Institution), à Washington, DC, à côté de deux autres vaisseaux spatiaux prestigieux : la cabine Mercury de John Glenn (premier vol orbital effectué par les Américains, en 1962) et le module de commande d'Apollo 11 (premier débarquement sur la Lune, en 1969).

## Anecdote
Lors de sa sortie, White a perdu un gant de protection thermique : ce dernier est alors devenu le premier objet perdu dans l'espace. Comme l'incident s'est produit sur une orbite assez basse (moins de 300 km à l'apogée), l'objet a été rapidement freiné et s'est désintégré dans l’atmosphère dans les jours qui ont suivi.